# پیت فان در تاو
پیت فان در تاو (هلندی: Piet van der Touw؛ زادهٔ ۲۹ نوامبر ۱۹۴۰) دوچرخه‌سوار اهل هلند است.